# Chittering Shire
Chittering Shire är en kommun i Australien. Den ligger i delstaten Western Australia, omkring 68 kilometer norr om delstatshuvudstaden Perth. Antalet invånare var 5 472 vid folkräkningen 2016.
Utöver huvudorten Bindoon ligger även samhällena Chittering, Lower Chittering och Muchea i Chittering Shire: